# 크리스 와일더
크리스 와일더(영어: Christopher John Wilder, 1967년 9월 23일~)는 잉글랜드의 축구 선수 출신의 축구 감독이다. EFL 챔피언십 구단 셰필드 유나이티드의 감독을 맡고있다.